# Wharfe
Wharfe [wo:f] je řeka na severu Anglie v Yorkshiru, jeden z hlavních přítoků Ouse. Je dlouhá 105 km (21. nejdelší v Británii), protéká městy Ilkley, Otley, Wetherby a Tadcaster.
Wharfe pramení v nitru národního parku Yorkshire Dales, její hlavní zdrojnicí je potok Oughtershaw Beck. Teče nejprve zhruba na jihojihovýchod, u Ilkley se stáčí k východu, u Wetherby opět k jihovýchodu. Střední tok tvoří hranici mezi hrabstvími North a West Yorkshire.
Mezi obcemi Barden a Bolton Abbey se na Wharfe nachází unikátní soutěska zvaná The Strid – řeka se zde z šířky kolem 25 metrů náhle zužuje na pouhé dva metry a protéká kaskádou zařezanou do pískovce a hlubokou místy přes 4 metry. Místo je velkou turistickou atrakcí, ovšem je smrtelně nebezpečné a po pádu do řeky se zde utopila řada lidí.